# Franz Roth
Franz "Bulle" Roth (Memmingen, Alemania, 27 de abril de 1946) es un exfutbolista alemán, se desempeñaba como centrocampista o delantero, siempre de corte ofensivo. Era apodado "El Toro" (Bulle) por su estilo físico de jugar. Casi toda su carrera la disputó en el Bayern de Múnich.

## Clubes
| Club          | País             | Año         | Partidos | Goles |
| Bayern Múnich | Alemania Federal | 1966 - 1978 | 322      | 72    |

## Palmarés
FC Bayern Múnich

### Campeonatos Nacionales
| Título           | Club          | País     | Año     |
| ---------------- | ------------- | -------- | ------- |
| Copa de Alemania | Bayern Múnich | Alemania | 1965-66 |
| Copa de Alemania | Bayern Múnich | Alemania | 1966-67 |
| Bundesliga       | Bayern Múnich | Alemania | 1968-69 |
| Copa de Alemania | Bayern Múnich | Alemania | 1968-69 |
| Copa de Alemania | Bayern Múnich | Alemania | 1970-71 |
| Bundesliga       | Bayern Múnich | Alemania | 1971-72 |
| Bundesliga       | Bayern Múnich | Alemania | 1972-73 |
| Bundesliga       | Bayern Múnich | Alemania | 1973-74 |

### Campeonatos Internacionales
| Título                | Equipo        | Sede           | Año     |
| Recopa de Europa      | Bayern Múnich | Núremberg      | 1967    |
| --------------------- | ------------- | -------------- | ------- |
| Copa de Europa        | Bayern Múnich | Bruselas       | 1973-74 |
| Copa de Europa        | Bayern Múnich | París          | 1974-75 |
| Copa de Europa        | Bayern Múnich | Glasgow        | 1975-76 |
| Copa Intercontinental | Bayern Múnich | Belo Horizonte | 1976    |

- Datos: Q174609
- Multimedia: Franz Roth / Q174609